# Monstruo de Montauk
Se denomina monstruo de Montauk al cadáver de un mapache en descomposición hallado en la costa de una playa cercana al distrito de Montauk, Nueva York (Estados Unidos), en julio de 2008. La "criatura" continúa siendo objeto de especulación dentro de los círculos de la criptozoología, cuyos adherentes insisten en que se trata de un críptido sin identificar, y se desconoce qué pasó con el cadáver. A pesar de que nunca se reportó la recuperación de los restos ni su examen físico, el paleozoólogo Darren Naish estudió su fotografía y concluyó a partir de la dentición visible y de las patas delanteras que la criatura se trataba de un mapache. De acuerdo con Naish, su extraña apariencia fue meramente resultado de la descomposición y de la erosión del agua que eliminó el pelaje y parte de la carne del animal.

## Historia
Los primeros indicios se remontan al 23 de julio de 2008 con un artículo en la publicación The Independent. Jena Hewitt, de veintiséis años originaria de Montauk, y tres amigos dijeron que encontraron la criatura un 12 de julio de ese año en la playa Ditch Plains, dos millas al este del distrito. El lugar es un conocido punto de reunión de surfers del Parque estatal de Rheinstein, propiedad del condado de East Hampton. Hewitt fue citada:

«Estábamos buscando un lugar para sentarnos cuando vimos algunas personas mirando algo. No sabíamos qué era. Bromeamos que quizás era algo de Plum Island»

La fotografía a color que sacó de la criatura fue publicada en blanco y negro con el título de «El sabueso de Bonacville», una parodia que eludía al pueblo nativo Bonackers de East Hampton y al El sabueso de los Baskerville, un libro obra de  Arthur Conan Doyle de la serie de Sherlock Holmes. El artículo especulaba que la criatura podía ser una tortuga o alguna clase de experimento mutante del Centro de Enfermedad Animal de Plum Island antes de aclarar que Larry Penny, director del Departamento de Recursos Naturales de East Hampton, había concluido que se trataba de un mapache falto de maxilar superior. Hubo rumores sobre el secuestro del cadáver; un diario local citó a un residente anónimo que afirmó que el animal tenía el tamaño de un gato, y que la descomposición había dejado sólo su esqueleto para cuando la prensa cubrió su historia. Sin embargo, el residente no identificó el lugar del hallazgo para una inspección. Hewitt dijo además que «un muchacho lo recogió y se lo llevó al monte, al jardín trasero de su casa», aunque no aclaró ni quién ni dónde. Su padre negó a la prensa que su hija estuviera guardando el secreto de la ubicación del cadáver.
Hewitt y sus amigos fueron entrevistados en Plum-TV, un canal de televisión local abierto y de acceso público. Alanna Navitski, una empleada de Evolutionary Media Group 
en Los Ángeles, California, le acercó la foto de la criatura a Anna Holmes de Jezebel, afirmando que la hermana de una amiga vio al monstruo en Montauk. Acto seguido, Holmes la pasó al socio Gawker Media que, con su sitio web  Gawker.com le dio gran exposición el 29 de julio con el titular de «Monstruo muerto en la orilla de Montauk».
El criptozoólogo Loren Coleman fue el primero en acuñar el nombre «monstruo de Montauk» («Montauk Monster») el 29 de julio de 2008. El apodo se diseminó globalmente durante los siguientes días en internet. Fotografías circularon por correo electrónico y en blogs, y la prensa nacional comenzó a percatarse de la creciente especulación sobre la criatura. El potencial valor del monstruo de Montauk como leyenda urbana fue notado por Snopes.
El caso del monstruo de Montauk apareció en el primer episodio de la segunda temporada del programa televisivo Alienígenas ancestrales.

## Posibles identificaciones
Las especulaciones en reportes publicados incluyen teorías de que el monstruo de Montauk podría haber sido una tortuga sin su caparazón, incluso si en esta clase de animales es imposible retirarle su armazón sin dañar su espina dorsal, sumado a que las tortugas no tiene dientes como los presentados en la foto; un perro o tal vez un mapache. También los medios barajaron la posibilidad de que se tratase de un experimento científico del Centro de Enfermedad Animal de Plum Island, un edificio gubernamental cercano al lugar. Se cree que la apariencia de la criatura se alteró debido a la larga exposición al agua y por el largo período de inmersión bajo esta que experimentó el cadáver antes de llegar a la costa, haciendo difícil su identificación.
William Wise, director del Instituto de Recursos Marinos de la Universidad de Stony Brook, interpretó la fotografía junto con un colega. Ambos entendieron que se trataba de un fraude, obra de «alguien que se puso muy creativo con latex», aunque ofrecieron como «segunda opción» que la criatura se trataba un coyote o un perro muerto que «estuvo en el océano por un largo tiempo». Wise también desacreditó a los siguientes animales como posibles identificaciones:
- Mapache: las piernas parecen demasiado largas en proporción con el cuerpo.
- Tortuga marina: estos reptiles no tienen dientes, y no se puede remover el cuerpo del caparazón sin causar daño significativo a la espina dorsal y al tejido de la espalda.
- Roedores: los roedores tienen dos grandes dientes incisivos al frente de sus bocas.
- Perro: u otros cánidos como los coyotes
- Oveja: u otros ovinos ya que poseen patas con terminación en dos pezuñas y no en múltiples dedos.

El 1 de agosto, Gawker publicó radiografías de una rata de agua australiana, un roedor nativo de Australia que guarda varias similitudes con el monstruo de Montauk, como el pico, la cola, las patas y el tamaño.  Ese mismo día, Jeff Corwin apareció en Fox News afirmando que, previo examen minucioso de la fotografía, se sentía seguro de que la criatura era un perro o un mapache cuyo cuerpo se había descompuesto ligeramente. Esto fue respaldado también por el paleontólogo británico Darren Naish, quien examinó la imagen y concluyó que, de ser real, el animal sería un mapache. Naish dijo que «las declaraciones afirmando que las proporciones de los miembros en comparación con el cuerpo no son correctas en el caso de monstruo de Montauk se equivocan», y en su blog proporcionó una imagen de un cadáver intacto de un mapache dibujado sobre la fotografía del monstruo, coincidiendo ambos en proporción y tamaño. Además señala el gran parecido del cráneo de la criatura con el de un mapache, y con sus largos dedos, típicos de estos animales y que no se encuentran en otros carnívoros, como los perros.
El 5 de agosto de 2008, la edición matutina de Fox News reiteró la especulación de que el cadáver descompuesto era un capibara, aun cuando estos animales no tienen cola. El día siguiente, el mismo programa reportó que un hombre anónimo demandó que el cadáver del animal había sido robado de su patio trasero. En 2009, en un episodio de Monster Quest, el criptozoólogo Loren Coleman examinó una réplica de látex del monstruo de Motauk y propuso que se trataba de los restos de un mapache por las formas similares de los cráneos y estructuras corporales.

## Casos similares
El 30 de marzo de 2011, una criatura sin identificar de aspecto extraño fue encontrada en Northville, Nueva York, y el estudiante que lo reportó afirmó que «se parecía al monstruo de Montauk en muchos aspectos».  En julio de 2012, una criatura similar denominada el monstruo de East River fue hallada bajo el puente de Brooklyn, en el Río Este, en la ciudad de Nueva York. A pesar de que el departamento de parques lo identificó como un cadáver de cerdo antes de deshacerse de él, se han hecho comparaciones con el monstruo de Montauk.